# Ảnh hưởng xã hội của đại dịch COVID-19 tại Việt Nam
Đại dịch COVID-19 tại Việt Nam bùng phát đã tác động nhất định đến xã hội Việt Nam.

## Dòng thời gian

### 2020

#### Giáo dục

##### Công lập
Một số trường đã quyết định kéo dài thời gian nghỉ Tết Canh Tý đến hết 9 tháng 2. Ngày 6 tháng 2, dưới sự chủ trì của Bộ trưởng Phùng Xuân Nhạ, Ban Chỉ đạo phòng, chống dịch bệnh của Bộ Giáo dục và Đào Tạo (tại đây được gọi tắt là "Bộ GD và ĐT") đã họp và thống nhất đề nghị Chủ tịch UBND các tỉnh/thành phố căn cứ tình hình thực tế kéo dài thời gian nghỉ học của học sinh thêm một tuần nữa. Đến ngày 8 tháng 2, có 62 trên 63 tỉnh, thành phố của cả nước tiếp tục cho học sinh nghỉ học đến hết 16 tháng 2 để phòng, ngừa dịch bệnh. Đến ngày 14 tháng 2, trước diễn biến tạp của dịch, Bộ trưởng Phùng Xuân Nhạ đã có công văn gửi các tỉnh, đề nghị các lãnh đạo tỉnh thành xem xét, cho học sinh, sinh viên tiếp tục nghỉ học đến hết tháng 2 để phòng tránh dịch COVID-19. Sau công văn này, trong ngày 15 tháng 2, hàng loạt tỉnh thành đã ra quyết định cho học sinh trong tỉnh tạm nghỉ học đến hết tháng 2, thay vì trở lại trường vào 17 tháng 2 như các quyết định trước đó. Đến đầu tháng 3, một số tỉnh đã có quyết định cho học sinh THPT và các trường đại học, trung tâm giáo dục thường xuyên đi học trở lại, trong khi một số tỉnh khác tiếp tục cho học sinh, sinh viên nghỉ học đến hết 8 tháng 3 hoặc đến giữa tháng 3. Đến 16 giờ ngày 13 tháng 3, nhiều tỉnh thành trong cả nước lại tiếp tục cho học sinh nghỉ học đến hết tháng 3, riêng Thành phố Hồ Chí Minh tiếp tục cho học sinh nghỉ học đến 5 tháng 4. Cũng trong ngày hôm đó, Bộ GD và ĐT đã có công văn hỏa tốc đến các địa phương về việc điều chỉnh khung kế hoạch thời gian năm học 2019-2020, cụ thể: dự kiến kết thúc năm học trước ngày 15 tháng 7 năm 2020 và tổ chức thi THPT quốc gia từ ngày 8 đến ngày 11 tháng 8 năm 2020. Đáng chú ý, đây là lần điều chỉnh khung kế hoạch lần thứ hai của Bộ GD và ĐT. Trước đó, vào ngày 22 tháng 2, Bộ đã tiến hành điều chỉnh khung kế hoạch thời gian năm học 2019–2020 lần thứ nhất với thời gian kết thúc năm học trước ngày 30 tháng 6 năm 2020 và tổ chức thi THPT quốc gia từ ngày 23 tháng 7 năm 2020 đến ngày 26 tháng 7 năm 2020. Nhiều ý kiến về việc tổ chức Kỳ thi trung học phổ thông quốc gia đã được đưa ra do sự gián đoạn vì thời gian nghỉ phòng tránh dịch kéo dài. Tuy nhiên, dịch bệnh còn diễn biến vô cùng phức tạp, chiều ngày 18 tháng 3, Chủ tịch UBND Thành phố Hà Nội Nguyễn Đức Chung ra quyết định kéo dài thời gian nghỉ học của học sinh từ Tiểu học đến THPT tới ngày 5 tháng 4, đồng thời quan ngại khả năng khung thời gian kế hoạch của năm học được chỉnh sửa trước đó sẽ bị phá vỡ.
Trước tình hình dịch bệnh diễn biến phức tạp, có nhiều luồng ý kiến khác nhau xoay quanh việc có nên cho học sinh tiếp tục nghỉ học hay không. Đa phần các phụ huynh và học sinh đều đồng tình nên tiếp tục kéo dài thời gian nghỉ học đến khi dịch bệnh cơ bản được kiểm soát. Những người ủng hộ ý kiến này cho rằng học sinh là một trong những đối tượng dễ phát tán dịch bệnh nhất. Một số ý kiến khác lại cho rằng, việc nghỉ học liên tục sẽ ảnh hưởng đến kết quả học tập của học sinh. Mặt khác, việc học sinh nghỉ quá lâu cũng ảnh hưởng đến tâm lý, công việc của phụ huynh và nhiều hoạt động kinh tế, xã hội cũng bị tác động lớn. Còn theo ý kiến của PGS.TS Phan Trọng Lân, Viện trưởng Viện Pasteur TP. HCM, đa số bệnh nhân nhiễm COVID-19 do có sự giao lưu, đi lại nhiều nơi, tiếp xúc nhiều người. Tác nhân lây bệnh có khả năng từ hội nghị, đi lại tàu xe. Học sinh nếu đến trường, chịu sự giám sát của thầy cô, nên khả năng sẽ an toàn hơn. Trước đó, tại cuộc họp trực tuyến của Ban chỉ đạo Quốc gia phòng chống dịch COVID-19, Phó Thủ tướng Vũ Đức Đam cũng nhấn mạnh, "Chưa làm được cho phụ huynh và học sinh an tâm thì chưa cho đi học trở lại ngay. An toàn cả dưới góc độ chuyên môn lẫn trong suy nghĩ của học sinh và phụ huynh học sinh. Không nên cho đi học trở lại khi học sinh vẫn lo sợ bị lây nhiễm ở trường, vẫn phải đeo khẩu trang trong lớp học".
Trước tình hình gián đoạn việc học tập do ảnh hưởng của đại dịch, nhiều trường học và địa phương đã triển khai việc học tập như ôn tập từ xa, thông qua mạng trực tuyến, truyền hình. Ngày 26 tháng 3, Bộ Giáo dục và Đào tạo công bố quy định hướng dẫn dạy học qua Internet và truyền hình. Ngày 31 tháng 3, Bộ Giáo dục và Đào tạo ban hành công văn hướng dẫn thực hiện điều chỉnh nội dung dạy học học kỳ II năm học 2019-2020 đối với cấp THCS, THPT. Khi phân nhóm những vùng có nguy cơ, nguy cơ cao, nguy cơ thấp của dịch COVID 19 tại Việt Nam từ ngày 15 tháng 4, một số tỉnh đã bắt đầu cho học sinh đi học trở lại như Cà Mau (20/4, lớp 9 & lớp 12), Thái Bình (20/4, Lớp 9 & THPT), Thanh Hóa (21/4, THCS & THPT), Hải Phòng (23/4, lớp 9 & lớp 12)...Tháng 5/2020, hầu hết học sinh các tỉnh thành trên cả nước (đặc biệt là học sinh lớp 12) đi học trở lại. Bộ Giáo dục và Đào tạo cũng cho phép giảm các đầu điểm kiểm tra đối với học sinh cấp THCS và THPT.

##### Ngoài công lập
Việc trẻ mầm non phải nghỉ học đã gây ra nhiều khó khăn cho các trường mầm non Tư thục trong việc chi trả tiền mặt bằng, tiền hỗ trợ, tiền lương chi trả cho giáo viên... do các khoảng kinh phí trên phụ thuộc hoàn toàn vào tiền học phí khi trẻ đến trường. Nhiều giáo viên mất việc, phải chuyển công tác, một số trường mầm non Tư thục có nguy cơ phải cắt giảm giáo viên, giải thể trường, thanh lý thiết bị dạy học,... do không có nguồn thu để chi trả các khoản kinh phí.

#### Văn hóa

##### Âm nhạc
Tại Việt Nam, đại dịch COVID-19 đã trở thành đề tài sáng tác cho nhiều tác phẩm.
Đầu tháng 2 năm 2020, tiến sĩ (TS) Lê Thống Nhất sáng tác ca khúc "Đánh giặc Corona". Bài hát ra đời từ việc hưởng ứng tinh thần "chống dịch như chống giặc" của Thủ tướng Chính phủ, nhanh chóng lan tỏa đến nhiều tầng lớp trong xã hội. Một bài hát pop của Việt Nam có tên "Ghen Cô Vy", là một bản làm lại của bài hát "Ghen" năm 2017, đã được lan truyền trên mạng trong bối cảnh dịch virus corona đang hoành hành trên thế giới. Bài hát nhận được lời khen ngợi từ John Oliver trong chương trình Last Week Tonight with John Oliver, trở nên nổi tiếng và ngày càng phổ biến hơn trong cộng đồng mạng. UNICEF cho rằng video có thể giúp chống lại nỗi sợ virus corona. Trước sự ủng hộ đông đảo của cư dân mạng Việt Nam và quốc tế, ngày 9 tháng 4, phiên bản tiếng Anh của ca khúc chính thức ra mắt công chúng.
Ngày 20 tháng 3 năm 2020, nhạc sĩ Minh Beta hoàn thành ca khúc "Việt Nam ơi! Đánh bay COVID!" dựa trên giai điệu ca khúc "Việt Nam ơi!". Trong ngày, video âm nhạc cho ca khúc mới này cũng bắt đầu quay. Toàn bộ dự án được Vụ Truyền thông và Thi đua, khen thưởng (Bộ Y tế) bảo trợ và tư vấn nội dung. Ngày 1 tháng 4, ca khúc chính thức ra mắt trên nền tảng YouTube. Tối ngày 31 tháng 3 năm 2020, MV Việt Nam sẽ chiến thắng do nhạc sĩ Nguyễn Hải Phong sáng tác chính thức ra mắt nhằm hưởng ứng chỉ thị số 16 (cách ly xã hội) của Chính phủ. Bài hát có sự tham gia hòa ca từ 20 nghệ sĩ trong đó có Ninh Dương Lan Ngọc, Hồ Quang Hiếu, Đức Phúc....
Tối ngày 13 tháng 4, MV "Thank You - Những chiến binh thầm lặng" do nhạc sĩ Phạm Việt Hoàng cùng nhà sản xuất âm nhạc Nguyễn Hoàng Duy ra mắt đã có sức lan tỏa mạnh mẽ Bài hát được thể hiện bởi Hồ Ngọc Hà, Noo Phước Thịnh, Đông Nhi, Ngô Kiến Huy, Bảo Anh, Bùi Anh Tuấn cùng sự tham gia của hơn 70 văn nghệ sĩ nổi tiếng, nhằm tri ân những người đang công tác ở tuyến đầu chống dịch Đầu tháng 5, ca khúc Việt Nam tử tế được trình bày bởi Lam Trường, Tóc Tiên, Hoàng Thùy Linh, Erik và rapper Karik chính thức ra mắt. MV của bài hát ngợi ca những nghĩa cử, phẩm chất tốt đẹp của người Việt Nam - những điều đã giúp đất nước ta vượt qua khó khăn, đặc biệt trong đợt phòng chống dịch.
Ngày 18 tháng 8, Trúc Nhân cùng với Chi Pu và Châu Bùi trình bày và cho ra mắt MV "Sáng mắt chưa Cô Vy". Bài hát được viết lời dựa trên giai điệu ca khúc "Sáng mắt chưa", lời bài hát lồng ghép thông điệp kêu gọi mọi người tích cực thực hiện các biện pháp bảo vệ sức khỏe được Bộ Y tế khuyến cáo. MV bài hát nằm trong chiến dịch "An tâm mua sắm tại nhà, lạc quan cùng chiến thắng" do Lazada khởi xướng, đạt hơn 1,3 triệu lượt xem trên YouTube sau hơn một ngày. Ngày 24 tháng 8, bài hát "Vững tin Việt Nam" ra mắt, trở thành ca khúc chủ đề của chiến dịch "Niềm tin chiến thắng" do Bộ Y tế phát động. MV của bài hát đã tái hiện một cách sống động những lát cắt cuộc sống thường nhật của người dân Việt Nam trong cuộc chiến chống dịch COVID-19.

##### Tranh nghệ thuật
Với mục đích nâng cao ý thức của cộng đồng, nhiều địa phương đã tổ chức phong trào vẽ tranh cổ động phòng chống dịch COVID-19. Phong trào được nhiều bạn trẻ, thanh thiếu niên và học sinh hưởng ứng.

##### Điện ảnh

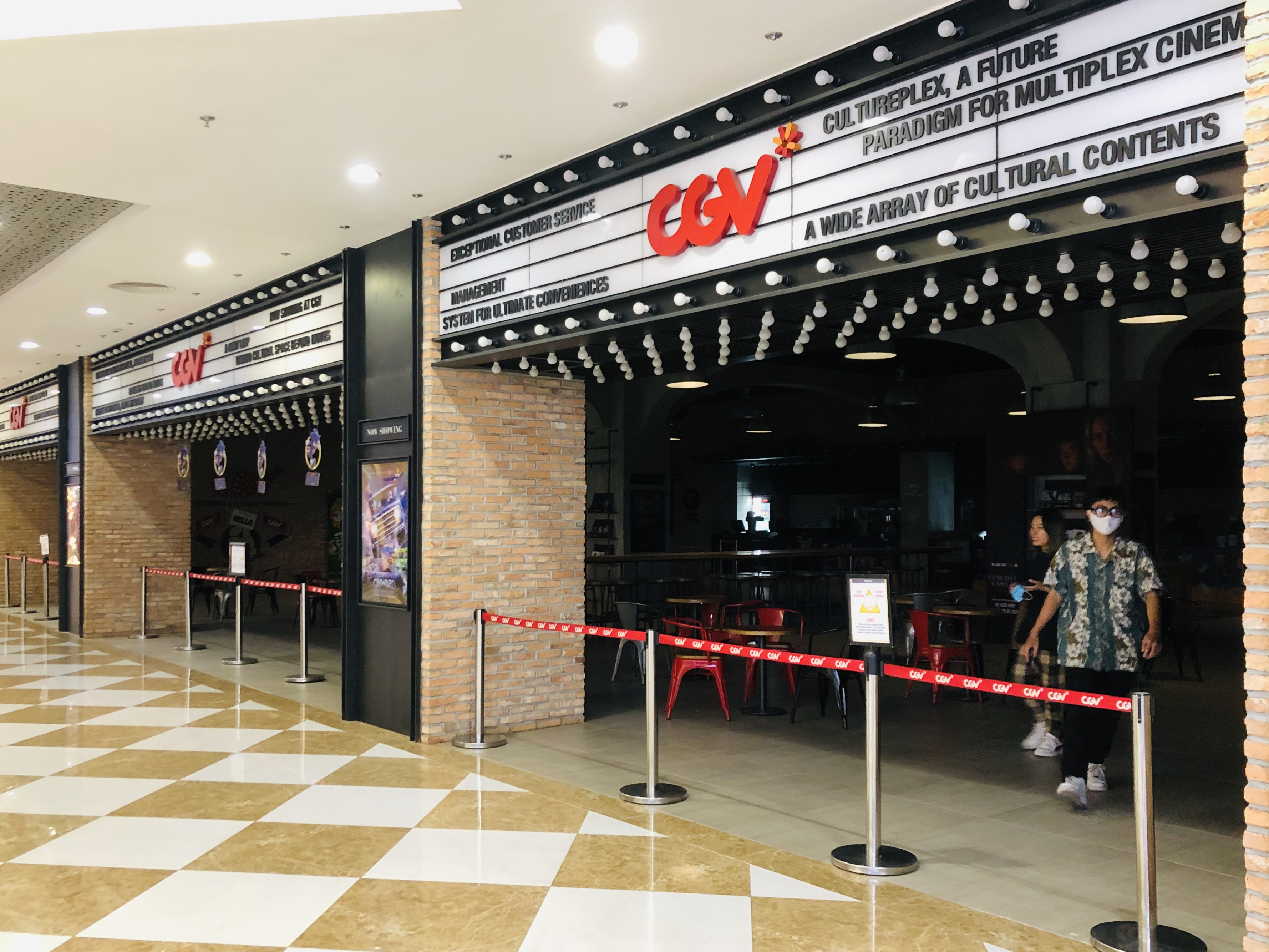
Rạp CGV tại Times City, Hà Nội tạm thời đóng cửa

Do ảnh hưởng của dịch khiến các hoạt động xem phim trực tiếp tại rạp bị tạm dừng hoạt động. Thay vào đó là các kênh truyền thông trực tuyến như truyền hình, mạng được đẩy mạnh. Một bộ phim truyền hình có tên Những ngày không quên, vốn là sự kết hợp giữa 2 bộ phim Về nhà đi con cùng Cô gái nhà người ta, đã được lên sóng trên VTV1, tái hiện đời sống ở hai không gian điển hình: thành phố và nông thôn, nêu cao ý thức trách nhiệm của mỗi cá nhân đối với cộng đồng, sự đoàn kết và chung tay để chống lại dịch bệnh ập đến, những vấn đề nhức nhối như đổ xô đi tích trữ thực phẩm, đầu cơ tích trữ hàng hóa, tăng giá, tin giả, trốn cách ly...

#### Truyền hình
Trong bối cảnh đại dịch kéo dài, nhiều đơn vị sản xuất chương trình truyền hình, phim truyền hình bị thiếu hụt sản phẩm do phải dừng mọi hoạt động ghi hình trong thời gian chưa xác định, vì không thể quy tụ ê-kíp sản xuất hàng chục người. Nhiều khung giờ phát sóng của các kênh truyền hình lớn buộc phải phát lại các chương trình cũ thay vì phát sóng chương trình mới. Một số chương trình truyền hình buộc phải thay đổi mô hình sản xuất để kịp tiến độ lên sóng mà vẫn đảm bảo hạn chế tiếp xúc. Các đài cũng tạm dừng phát sóng những chương trình du lịch, thay vào đó là những chương trình ngắn hơn với mục đích tuyên truyền về phòng chống dịch. Các chương trình truyền hình được ghi hình trước thời điểm dịch bùng phát có hình ảnh khách mời, khán giả đứng gần nhau đều được nhà đài chú thích về thời điểm thực hiện.

#### Thể thao
Vì dịch bệnh, giải đấu V.League 2020 bị trì hoãn đến tháng 3 cho đến khi có văn bản đồng ý từ Tổng cục Thể dục Thể thao, qua đó ảnh hưởng đến kế hoạch của đội tuyển bóng đá quốc gia Việt Nam cho vòng loại World Cup 2022. Ngoài ra, trận bóng đá tranh Siêu cúp quốc gia 2019 giữa TP.HCM và Hà Nội phải diễn ra trên sân thi đấu không khán giả để đề phòng dịch lây lan. Liên đoàn Ô tô Quốc tế và chính quyền Hà Nội cũng đã quyết định hủy bỏ Cuộc đua Công thức 1 tại Hà Nội (Vietnamese Grand Prix), mặc dù đã được lên lịch tổ chức vào tháng 4 năm 2020.
Do chính phủ hạn chế các chuyến bay xuất nhập cảnh, các đội tuyển Esports Liên Minh Huyền Thoại của giải Vietnam Championship Series từ Việt Nam đã không thể tham gia giải Vô địch Thế giới Liên Minh Huyền Thoại 2020 và Mid-Season Invitational 2021.

#### Báo chí
Một số tờ báo của Việt Nam, bao gồm Việt Nam News, Quảng Ninh, Phụ nữ Thủ đô đã phải tạm ngừng xuất bản báo in do lo ngại các yếu tố rủi ro trong phòng, chống dịch bệnh. Việt Nam News của Thông tấn xã Việt Nam trở thành tờ báo đầu tiên của Việt Nam tạm dừng xuất bản sau khi phát hiện một nữ phóng viên thuộc Thông tấn xã Việt Nam đã mắc COVID-19. Cô là phóng viên đầu tiên tại Việt Nam bị nhiễm virus trong quá trình tác nghiệp.

#### Các vấn đề xã hội khác

##### Kỳ thị
Tờ Asia Times báo cáo rằng "nhiều nhà nghỉ và khách sạn ở Việt Nam đã treo biển không phục vụ khách Trung Quốc, trong khi nhiều người Việt Nam cũng lên mạng yêu cầu chính quyền phải đóng cửa biên giới với Trung Quốc." Một số biển hiệu cấm khách du lịch Trung Quốc cũng có mặt tại một số cửa hiệu và nhà hàng ở Phú Quốc và Đà Nẵng. Và khi làn sóng lây nhiễm từ châu Âu bùng phát, tình trạng kỳ thị du khách nước ngoài cũng lan tỏa. Tuy nhiên, chính phủ Việt Nam một mặt gia tăng kiểm soát lây nhiễm, mặt khác quyết liệt xử lý nghiêm mọi hành vi kỳ thị du khách nước ngoài.
Khi dịch bùng phát tại Đà Nẵng, một số hình ảnh, video với nội dung trêu đùa, kỳ thị người tại đây được chia sẻ trên mạng xã hội gây bức xúc dư luận.

##### Truyền thông đại chúng
Kể từ tháng 2 đến ngày 10 tháng 3, cơ quan chức năng đã xử lý 21 trường hợp đăng tin "không đúng sự thật" trên mạng xã hội liên quan đến dịch COVID-19. Một số trường hợp tung tin "sai sự thật" về bệnh nhân trốn cách ly, tử vong, phong toả thành phố... đã bị xử phạt theo quy định pháp luật.
Một trường hợp tin giả về ca nhiễm #17 liên quan đến ngày khai trương Uniqlo Hà Nội thì về phía Uniqlo và Chủ tịch UBND Thành phố Hà Nội đã bác bỏ thông tin về trường hợp #17 đi dự khai trương cửa hàng Uniqlo ở Hà Nội, đã có những KOL, phóng viên ảnh khẳng định không thấy bệnh nhân #17 trong danh sách khách mời và không thấy người này tại sự kiện. Nguyễn Đức Chung, Chủ tịch Ủy ban nhân dân Thành phố Hà Nội xác nhận bệnh nhân #17 không tham gia khai trương Uniqlo như tin đồn trên mạng. Chung cho biết mình đã trực tiếp gọi điện cho bệnh nhân #17 để nắm rõ lịch trình di chuyển của bệnh nhân, và nói: "Tôi là người trực tiếp trao đổi với bệnh nhân và tôi tin rằng bệnh nhân này sau khi từ Nội Bài trở về đã ở tại nhà riêng ở phường Trúc Bạch từ sáng 2 tháng 3. Đến 14h ngày 5 tháng 3, lái xe đã chở cô này đến bệnh viện Hồng Ngọc, sau đó Bệnh viện Bệnh nhiệt đới Trung ương đã tiếp nhận người này. Uniqlo khai mạc lúc 18h ngày 5 tháng 3 nên không thể có chuyện như mạng xã hội thông tin". Thêm vào đó, rạng sáng 7/3, Bệnh viện Bệnh nhiệt đới trung ương (nơi điều trị bệnh nhân #17) cũng đã đăng thông tin phủ nhận sự việc trên trang mạng xã hội của khoa virus - ký sinh trùng của bệnh viện. Ủy ban nhân dân quận 7 Thành phố Hồ Chí Minh ngày 27 tháng 4 gửi văn bản đồng thời đến Trung tâm Báo chí thành phố cùng Sở Thông tin và Truyền thông thành phố nhằm thông cáo khẳng định tin nhắn "yêu cầu người dân treo cổ" là tin giả.
Ngày 3 đến ngày 6 tháng 4 năm 2020, hàng loạt báo đài như Thanh Niên, Tuổi Trẻ, Lao Động, Đài Tiếng nói Việt Nam và Đài Truyền hình Kỹ thuật số VTC đăng các phóng sự cho hay có những người trên 85 tuổi, thậm chí trên 100 tuổi, ủng hộ số tiền từ vài trăm nghìn đến vài triệu đồng mỗi người cho chính quyền để chống dịch COVID-19. Một số người sử dụng mạng xã hội đặt ra nghi vấn khi những nhân vật được gọi là người "già không nơi nương tựa" lại đeo trên người những đồ trang sức quý giống vàng.
Ngày 27 tháng 7 năm 2020, Bộ Y tế phát đi cảnh báo cho biết xuất hiện tin giả mạo phát ngôn của Phó thủ tướng Vũ Đức Đam về tình hình dịch COVID-19 trên Facebook. Chủ tài khoản này đã bị xử phạt 7,5 triệu đồng.

##### Tuân thủ cách ly
Dù chính quyền đã đưa ra những biện pháp bắt buộc, vẫn có những trường hợp cố tình trốn tránh cách ly. Một số trường hợp "trốn tránh cách ly, khai báo không trung thực đã gây hậu quả nghiêm trọng, lây lan cho nhiều người khác". Tuy nhiên, có ý kiến cho rằng lỗi phần lớn nằm ở khâu phòng dịch tại các cửa khẩu, cùng với đó là việc rà soát chậm tại địa phương khi đã để cho các trường hợp trên dễ dàng vượt qua trót lọt mà không phải chịu bất kỳ sự kiểm soát nào.
Trưa 24 tháng 2, chuyến bay từ Daegu (Hàn Quốc) đã đưa 80 hành khách xuống sân bay Đà Nẵng. Chính quyền TP. Đà Nẵng đã yêu cầu cách ly bắt buộc với tất cả các hành khách, trong đó có 22 người là khách du lịch đến từ vùng dịch Deagu. Tuy nhiên, những người này nhất quyết từ chối. Do đó, một số hành khách muốn trở lại Hàn Quốc và được chính quyền sắp xếp cho về nước. Kênh YTN News Hàn Quốc đã đăng một bản tin cho thấy các công dân Hàn Quốc đang bị "giam giữ" trong điều kiện cơ sở vật chất nghèo nàn và điều kiện vệ sinh kém. Việc này vấp phải sự phản ứng từ một bộ phận cư dân mạng Việt Nam. Hashtag #ApologizeToVietNam (Xin Lỗi Việt Nam) trở thành cụm từ hot nhất trên mạng xã hội Twitter. Một số người Hàn Quốc, vlogger và YouTuber nổi tiếng của Hàn Quốc cũng đã lên tiếng xin lỗi. Sau đó, YTN News đã đăng thông báo rất "lấy làm tiếc" về sự việc, thừa nhận "đã phát sóng cả một phần thể hiện sự bất mãn cảm tính trong những nội dung phỏng vấn về đồ ăn được cung cấp và tình hình cách ly" và khẳng định sẽ "trung thực trong vai trò truyền đạt tiếng nói tại hiện trường và bảo vệ an toàn cho công dân Hàn Quốc, nhưng đồng thời cũng sẽ thận trọng hơn trong cách truyền đạt để không gây hiểu lầm do khác biệt văn hóa trong quá trình truyền lại phát ngôn của người được phỏng vấn".
Ngày 10 tháng 3, một cặp vợ chồng du khách người Anh bị cách ly tại một bệnh viện ở tỉnh Lào Cai vì nghi nhiễm COVID-19 do điều kiện vệ sinh kém. Một số công chức thuộc Trung tâm kiểm nghiệm Bình Dương (do Sở Y tế Bình Dương quản lý) đã ghé vào quán nhậu ngày 27 tháng 4. Hai sĩ quan thuộc Bộ Chỉ huy quân sự tỉnh Vĩnh Long bị tố cáo tự ý "vận động tiền" và buông lỏng quan lý người cách ly, Quân khu 9 thông báo một sĩ quan bị cách chức và một sĩ quan bị kỷ luật. Ngày 22 tháng 5, Cục Quản lý Khám chữa bệnh thuộc Bộ Y tế công văn kiểm điểm Bệnh viện Đa khoa tỉnh Bạc Liêu, bệnh viện đã buông lỏng quản lý cách ly và để người bán hàng tiếp xúc trực tiếp với bệnh nhân COVID-19.
Trong tháng 7, tình trạng nhập cảnh trái phép vào Việt Nam gia tăng gây nguy cơ lây lan dịch bệnh. Ngày 22 tháng 7, tòa án nhân dân huyện Tân Châu - Tây Ninh đã xử phạt 21 năm tù với 4 người chuyên đưa người vượt biên, trốn kiểm tra Covid-19. Nhóm này từng đưa ca nhiễm #315 từ Campuchia vào Việt Nam Số lượng công dân Trung Quốc chiếm tỷ lệ hầu hết, trong đó đã phát hiện trường hợp ca nhiễm #912.
Sau khi Sở Tài nguyên và Môi trường Thành phố Hồ Chí Minh ký công văn yêu cầu báo cáo công suất hỏa táng tối đa nếu có bệnh nhân COVID-19 tử vong, phó giám đốc Sở và hai công chức khác bị khiển trách. Tổng cục Du lịch ban hành quy định cấm du khách chia sẻ thông tin về đại dịch vào ngày 29 tháng 4, quy định bị cáo buộc vi phạm quyền tự do ngôn luận và bị bãi bỏ vào ngày 1 tháng 5, tổng cục trưởng Tổng cục Du lịch Nguyễn Trùng Khánh phân trần "đã có chút sơ suất".

##### Trục lợi và lừa đảo
Ngày 3 tháng 3, một kho hàng chứa 371 thùng khẩu trang (gần 1 triệu chiếc) không rõ nguồn gốc đã bị phát hiện và tạm giữ sau khi lực lượng chức năng kiểm tra ở quận Tân Phú, Thành phố Hồ Chí Minh. Một số trường hợp khác liên quan đến khẩu trang không rõ nguồn gốc bị sản xuất, lưu trữ, buôn bán trái phép đã bị phát hiện, ngăn chặn và xử phạt kịp thời, như ở An Giang, Lạng Sơn, Cao Bằng, Quảng Ninh, quận Tân Bình, Thành phố Hồ Chí Minh, và một số trường hợp khác sai phạm trong việc sản xuất, vận chuyển trái phép ra nước ngoài, bao gồm cả các trường hợp thu gom, buôn bán khẩu trang bị vứt đi hay khẩu trang đã qua sử dụng.
Ngày 16 tháng 3 năm 2020, Công an thành phố Quy Nhơn, tỉnh Bình Định cho biết đã bắt giữ một đối tượng có hành vi làm giả vắc xin y tế để lừa đảo trục lợi. Trong các loại vắc xin được làm giả này, có cả vắc xin "phòng ngừa COVID-19".
Một số cán bộ, bao gồm Giám đốc Nguyễn Nhật Cảm thuộc Trung tâm Kiểm soát bệnh tật Hà Nội (CDC), công ty Nhân Thành, công ty TNHH Vật tư khoa học và Thương mại Việt Nam (MST) và một số đơn vị đã bị điều tra và khởi tố về hành vi vụ án Vi phạm quy định về đấu thầu gây hậu quả nghiêm trọng.
| “ | Bản thân cán bộ còn góp một ngày lương ủng hộ cho việc chống dịch, nếu được giao nhiệm vụ này mà có biểu hiện móc ngoặc, nâng giá để tham ô, tham nhũng, tiêu cực thì rất mang tiếng, không chỉ mang tiếng với người dân, với thành phố, mà còn có tội với đất nước. | ” |
| — Chủ tịch UBND thành phố Hà Nội Nguyễn Đức Chung, phát biểu tại cuộc họp Ban chỉ đạo thành phố về phòng chống dịch COVID-19 (ngày 17 tháng 4 năm 2020). | |   |

"Lợi dụng tình hình dịch bệnh, nhu cầu về trang thiết bị phòng dịch tăng", một số "đối tượng" đã sử dụng các trang mạng xã hội để rao bán khẩu trang, nhiệt kế điện tử, thẻ diệt vi-rút... nhưng lại bán hàng giả, hoặc không thực hiện theo đúng nội dung đã quảng cáo nhằm chiếm đoạt tiền. Một số "đối tượng" lợi dụng các website quyên góp từ thiện, giả mạo các cơ quan nhà nước và gửi thư, tin nhắn liên quan tới dịch bệnh nhằm cài mã độc lấy cắp thông tin.
Tại Thanh Hóa, chín hộ gia đình khá giả có quan hệ với công chức ở xã Yên Thọ thuộc Yên Định nằm trong danh sách cận nghèo nhận tiền hỗ trợ COVID-19, trong khi sáu hộ gia đình có hoàn cảnh khó khăn không thuộc danh sách; ba hộ gia đình công chức ở xã Thiệu Thành thuộc Thiệu Hóa nằm trong danh sách cận nghèo nhận tiền hỗ trợ COVID-19. Tại Hòa Bình, chín hộ gia đình công chức ở xã Tân Lập và ba hộ gia đình công chức ở xã Quý Hòa nằm trong danh sách nhận tiền hỗ trợ dịch bệnh, bốn công chức liên quan bị đình chỉ. Bộ Lao động - Thương binh và Xã hội yêu cầu chấn chỉnh công chức xã Phước Vinh thuộc Ninh Thuận khi đưa thiếu tiền hỗ trợ dịch COVID-19 cho sáu người nghèo. Một số công chức thôn tại xã Ba Nang (huyện Đakrông, Quảng Trị) xin lại 50.000 đồng 'uống nước' từ mỗi trường hợp hộ nghèo nhận tiền hỗ trợ covid-19, chủ tịch Ủy ban nhân dân xã Ba Nang Hồ My nói "đã chỉ đạo cấp dưới làm đúng, chính xác, không nhũng nhiễu, lấy tiền của dân nhưng chuyện tréo ngoe vẫn xảy ra ở một số thôn làm ông rất đau lòng".

##### Tấn công mạng
Ngày 22 tháng 4 năm 2020, thông tấn xã Reuters của Vương quốc Liên hiệp Anh và Bắc Ireland dẫn lời công ty an ninh mạng FireEye có trụ sở tại Hoa Kỳ cáo buộc nhóm tin tặc APT32 đã tấn công vào các tổ chức thuộc chính quyền Trung Quốc. FireEye cho biết nhóm tin tặc này đã cố gắng xâm nhập các tài khoản thư điện tử của cá nhân và các nhân viên làm việc tại Bộ Quản lý Khẩn cấp của Cộng hòa Nhân dân Trung Hoa cũng như tại chính quyền thành phố Vũ Hán để khai thác một số thông tin liên quan đến bệnh dịch, những thông tin thu thập được sẽ giúp chính phủ Việt Nam ứng phó với dịch bệnh. Người Phát ngôn Bộ Ngoại giao Việt Nam Ngô Toàn Thắng khẳng định "đây là những thông tin không có cơ sở. Việt Nam nghiêm cấm các hành vi tấn công mạng nhằm vào các tổ chức, cá nhân dưới bất cứ hình thức nào".

##### Lao động và di cư
Theo South China Morning Post, nhiều gia đình Việt Nam phụ thuộc vào tiền gửi về từ lao động ngoài nước. Theo thống kê của Ngân hàng Thế giới, trong ba năm liên tiếp bắt đầu từ năm 2017, quốc gia này nằm trong top  10 hưởng lợi nhiều nhất từ chuyển tiền đến. Con số đó là khoảng 17 tỷ đô la Mỹ vào năm 2019, nhưng dự kiến sẽ giảm 7,6% vào năm 2020 - mức giảm đầu tiên trong chuỗi 11 năm tăng trưởng kiều hối, đến từ việc có ít lao động rời khỏi đất nước. Theo báo cáo của các phương tiện truyền thông trong nước, khoảng 54.300 lao động đã rời Việt Nam đi làm việc ở nước ngoài trong 11 tháng đầu năm 2020 - giảm mạnh so với con số 148.000 ra nước ngoài vào năm 2019, năm thứ sáu liên tiếp có hơn 100.000 lao động ra nước ngoài, theo đến Cục Lao động ngoài nước. Tiến sĩ Phùng Đức Tùng - Giám đốc Viện Nghiên cứu Phát triển Mekong, chuyên nghiên cứu các vấn đề về lao động và di cư của Việt Nam cùng các vấn đề khác - cho biết thách thức lớn nhất mà người di cư trở về phải đối mặt là mất việc làm và thu nhập do thiếu thông tin chính thức về việc hồi hương. "Điều này đã dẫn đến các vấn đề tâm lý, trầm cảm, bi quan và đã có một trường hợp tự tử khi trở về Việt Nam," Tùng nói, đề cập đến một tài xế Việt Nam đã tự kết liễu đời mình trong khu cách ly. Anh ta đã giúp một nhóm công dân Trung Quốc nhập cảnh mà không có giấy tờ hợp pháp với giá 260 đô la Mỹ / hành khách và được cho là đang phải đối mặt với các vấn đề tài chính, theo truyền thông địa phương. Theo South China Morning Post Các biện pháp nghiêm ngặt đã khiến nhiều công dân bị mắc kẹt ở nước ngoài. Để đưa họ về nước, từ cuối tháng 4, Hà Nội đã tổ chức các chuyến bay hồi hương hoặc "giải cứu", hành khách tự trả tiền vé. Theo số liệu của Chính phủ, trong 8 tháng qua, khoảng 65.000 người Việt Nam đã được hồi hương thông qua 235 chuyến bay như vậy. Nhưng mặc dù sáng kiến này có chủ đích tốt, nó có thể không đủ để đáp ứng nhu cầu từ những người muốn quay trở lại. Bài báo ngày 8/1/2021 cũng cho biết tình hình cũng đã dẫn đến nhiều nỗ lực bất thường để về nhà, một số đã thành công. Bộ Công an tuần trước cho biết có 14.000 người nhập cư bất hợp pháp vào năm 2020, mặc dù không cung cấp thông tin phân loại theo quốc tịch.

### 2021

#### Giáo dục
Ngày 28 tháng 1, sau khi có một lượng lớn ca nhiễm cộng đồng, một triệu học sinh, sinh viên ở Hải Dương, Quảng Ninh và Hải Phòng nghỉ học phòng COVID-19. Hàng chục tỉnh, thành thông báo tiếp tục cho phép học sinh nghỉ học sau Tết Nguyên Đán 2021 để phòng, chống dịch bệnh COVID-19. Đầu tháng 5, sau khi có một số ca nhiễm cộng đồng xuất hiện trở lại, khoảng 2 triệu học sinh Hà Nội từ mầm non tới THPT dừng đến trường từ 4 tháng 5, chuyển sang học online. Ngày 6 tháng 5, Trường phổ thông liên cấp Vinschool (TP.HCM) cho 150 học sinh thuộc 5 lớp khối 4 và khối 8 nghỉ học từ ngày 6-5 trong khi chờ kết quả xét nghiệm COVID-19 của 2 học sinh diện F1. Ngày 5 tháng 9, lễ khai giảng năm học 2021-2022 được thay đổi về hình thức và cách thức tổ chức (tổ chức đơn giản, nhanh gọn, phát qua mạng, trên sóng truyền hình trực tiếp...) nhằm đảm bảo an toàn tại các địa phương có dịch.
Việc học trực tuyến và làm việc từ xa đã trở thành hiện tượng nổi bật của năm 2021.

#### Văn hóa
Tháng 6 năm 2021, MV Sức mạnh Việt Nam do nhạc sĩ Xuân Bình sáng tác với sự hòa giọng của hơn 50 nghệ sĩ đã chính thức ra mắt thông qua chương trình Việc tử tế tháng 6 - Lá chắn COVID-19 của VTV. Lời bài hát thể hiện ý chí và tinh thần của các lực lượng trên tuyến đầu phòng, chống dịch COVID-19, đó chính là sức mạnh tập thể tạo nên con người Việt Nam Nhằm tiếp nối lan tỏa thông điệp truyền thông nâng cao nhận thức cộng đồng xã hội về phòng, chống dịch bệnh COVID-19, Bộ Y tế đã phối hợp cùng Quỹ Unilever Việt Nam thực hiện "Vũ điệu 5K", kêu gọi người dân nghiêm túc tuân thủ và chấp hành các biện pháp phòng, chống dịch COVID-19. Nhạc và lời của vũ điệu do nhạc sĩ Bùi Công Nam sáng tác, nhằm truyền tải thông điệp 5K phòng chống dịch bệnh (Khẩu trang, Khử khuẩn, Khoảng cách, Khai báo y tế, Không tụ tập đông người). Ca khúc và vũ điệu được thể hiện bởi dàn ca sĩ trẻ: Emma Nhất Khanh, Lix LipB, Bongplaybang, Nguyễn Phạm Kim Hải và Đức Anh. Vũ điệu được hàng triệu người đã chia sẻ, yêu thích, cover (nhảy lại) và đăng tải rộng rãi trên các phương tiện thông tin đại chúng và mạng xã hội.
Từ ngày 12 tháng 8, một bộ phim truyền hình của Đài Truyền hình Việt Nam có tên Ngày mai bình yên đã được lên sóng trên VTV3 thứ năm và thứ sáu hàng tuần. Bộ phim xoay quanh cuộc sống của một gia đình, với việc phải ở nhà cùng nhau trong thời gian dài và đối mặt với loạt rắc rối, nảy sinh trong mùa dịch, mang đến góc nhìn mới mẻ và nóng hổi về cuộc sống hiện đại, nơi dịch COVID-19 đang ngày một trở nên nghiêm trọng. Ngày 21 tháng 8, Lazada phối hợp với các nghệ sĩ thực hiện và cho ra mắt MV "Không sao mà Việt Nam ơi!". Bài hát được viết lời dựa trên giai điệu ca khúc "Quê hương Việt Nam". MV bài hát nằm trong chiến dịch cùng tên của Lazada.
Tối 19 tháng 11 năm 2021 (nhằm ngày 15 tháng 10 năm Tân Sửu), Việt Nam tổ chức Lễ tưởng niệm đồng bào tử vong và cán bộ, chiến sĩ hy sinh trong đại dịch COVID-19.

#### Bê bối
Suốt năm 2021, bê bối về tham nhũng liên tục xảy ra trong quá trình đấu thầu bộ kit xét nghiệm của công ty Việt Á, sau đó trở thành vụ án sai phạm lớn từ ngày 18 tháng 12, 2021 và kéo dài đến năm 2023.

### 2022–nay
Ngày 1 tháng 1 năm 2022, chuyến bay quốc tế thường lệ đầu tiên đến Việt Nam sau gần 2 năm tạm dừng. Từ 22 tháng 1 năm 2022, hành khách đi lại bằng máy bay sẽ không cần giấy chứng nhận tiêm đủ liều vắc xin, giấy chứng nhận khỏi bệnh hoặc giấy xét nghiệm. Ngày 28 tháng 1 năm 2022, Bộ Văn hóa Thể thao và Du lịch đề nghị tạm dừng tổ chức các loại hình lễ hội và hoạt động bắn pháo hoa trong dịp Tết Nguyên đán 2022. Ngày 7 tháng 2 năm 2022, học sinh ở nhiều tỉnh thành trở lại trường học.
Ngày 27 tháng 1 năm 2022, Bộ Ngoại giao đã ra quyết định đình chỉ công tác đối với 4 cán bộ Cục Lãnh sự để phục vụ công tác điều tra trong vụ chuyến bay "giải cứu" công dân trở về nước do đại dịch COVID-19. Phiên tòa xét xử vụ án kéo dài 30 ngày, bắt đầu từ 11 tháng 7 năm 2023 với hơn 54 bị cáo.

## Người Việt nổi tiếng qua đời vì COVID-19 (kèm tuổi)

### Tại Việt Nam
- Nghệ sĩ cải lương Kim Phượng (66)[191]
- Nghệ sĩ rock Trung Thành Sago (65)[192]
- Nhạc sĩ cổ nhạc Khải Hoàn (69)[193]
- NSƯT Quốc Trụ (80)[194]
- Ca sĩ Phi Hải (50)[195]
- Đạo diễn Lê Văn Tĩnh (86)[196]
- Họa sĩ Lê Thánh Thư (65)[197]
- Ca sĩ Đỗ Tuấn Vũ (28)[198]
- Ca sĩ Phương Quế Như (47)[199]
- Nhiếp ảnh gia Kim Liên (74)[200]
- Tác giả ẩm thực Triệu Thị Chơi (75)[201]
- NSƯT Lâm Bửu Sang (62)[202]
- Nhạc sĩ Thanh Dũng (53)[203]
- Nghệ sĩ cải lương Bạch Mai (73)[204]
- Nhà văn Trần Hữu Lục (80)[205]
- Ca sĩ Đình Hùng (64)[206]
- Đạo diễn, diễn viên Nguyễn Tấn Lực (31)[207]
- Nhà văn Nguyễn Quốc Trung (65)[208]
- Diễn viên Hứa Kiệt Luân (33)[209]
- Ca sĩ Y Jang Tuyn (42)[210]
- Ca sĩ Phi Nhung (51)[211]
- Nhà văn Trương Đạm Thủy (81)[212]
- NSUT xiếc Lê Trí Trưởng (65)[213]
- Nghệ sĩ cải lương Kim Thủy (65)[214]
- Bác sĩ, tác giả Lương Lễ Hoàng (69)[215]
- Ca sĩ Ngô Quốc Linh (50)[216]
- Ca sĩ Phạm Chí Thành (25)[217]

### Tại hải ngoại
- Ca sĩ Lệ Thu (77), Mỹ[218]
- Nhạc sĩ Quốc Anh (72), Mỹ[219]
- Ca sĩ Brittanya Karma (29), Đức[220]
- Nghệ sĩ cải lương Ngọc Đáng (70), Mỹ[221]
- Drag queen Kim Lee (56), Ba Lan[222]